# Sueca (Gerichtsbezirk)
Der Gerichtsbezirk Sueca ist einer der 18 Gerichtsbezirke in der Provinz Valencia.
Der Bezirk umfasst 14 Gemeinden auf einer Fläche von 373,97 km² mit dem Hauptquartier in Sueca.

## Gemeinden
| Gemeinde                  | Einwohner (2024) | Fläche km² | Dichte Einw./km² | Cod INE | Postleitzahl |
| ------------------------- | ---------------- | ---------- | ---------------- | ------- | ------------ |
| Albalat de la Ribera      | 3.446            | 14,29      | 241              | 46008   | 46687        |
| Benicull de Xúquer        | 1.144            | 3,50       | 327              | 46904   | 46689        |
| Benifairó de la Valldigna | 1.560            | 20,20      | 77               | 46059   | 46791        |
| Corbera                   | 3.173            | 20,27      | 157              | 46098   | 46612        |
| Cullera                   | 24.181           | 53,82      | 449              | 46105   | 46400, 46408 |
| Favara                    | 2.701            | 9,45       | 286              | 46123   | 46614        |
| Fortaleny                 | 1.005            | 4,57       | 220              | 46125   | 46418        |
| Llaurí                    | 1.236            | 13,63      | 91               | 46155   | 46613        |
| Polinyà de Xúquer         | 2.551            | 9,18       | 278              | 46197   | 46688        |
| Riola                     | 1.770            | 5,59       | 317              | 46215   | 46417        |
| Simat de la Valldigna     | 3.289            | 38,49      | 85               | 46231   | 46750        |
| Sollana                   | 5.035            | 39,23      | 128              | 46233   | 46430        |
| Sueca                     | 28.480           | 92,52      | 308              | 46235   | 46410        |
| Tavernes de la Valldigna  | 17.631           | 49,23      | 358              | 46238   | 46760        |
| Gerichtsbezirk Sueca      | 97.202           | 373,97     | 260              | –       | –            |